# Stanley Cohen (sociólogo)
Stanley Cohen (Johannesburgo, Sudáfrica, 23 de febrero de 1942 - 7 de enero de 2013) fue un profesor emérito de sociología en la London School of Economics. Escritor destacado en criminología, fue conocido por acuñar el término «pánico moral» en su estudio de 1972 (Folk Devils and Moral Panics) para referirse a la reacción social y de los medios británicos frente a los Mods and Rockers, fenómeno de la década de los 1960. Este libro es considerado por criminólogos británicos como el trabajo más influyente en ese campo en los últimos cuarenta años. Cohen sugiere que los medios sobredimensionaron un aspecto del comportamiento que puede ser entendido como un desafío a las normas sociales existentes; sin embargo, la respuesta de los medios y la representación de tal comportamiento en realidad ayudaron a definirlo, comunicarlo y retratarlo como un modelo a ser observado y adoptado por los outsiders. Luego, el pánico moral de la sociedad representado en los medios promovía más comportamiento socialmente inaceptable.
Cohen nació en Johannesburgo (Sudáfrica), en una familia de origen judío-lituano. Emigró al Reino Unido en 1963, instalándose en Londres.

## Publicaciones y artículos

### Años 1970
- Cohen, S. (ed) (1971) Images of Deviance Harmondsworth: Penguin
- Cohen, S. (1971) "Directions for Research on adolescent group violence and vandalism", British Journal of Criminology, 11(4): 319-340
- Cohen, S. (1971) "Protest, unrest and delinquency: convergences in labels or behaviour?" Ponencia presentada en el International Symposium on Youth Unrest, Tel Aviv 25-27 October
- Cohen, S. (1972) Folk Devils and Moral Panics, Londres: MacGibbon & Kee
- Cohen, S. (1972) "Breaking out, smashing up and the social context of aspiration" In: Riven, B. (ed) Youth at the Beginning of the Seventies, Londres: Martin Robertson
- Taylor, L. & Cohen, S. (1972) Psychological Survival: the Experience of Long Term Imprisonment, Harmondsworth: Penguin
- Cohen, S. & Taylor, Laurie (1976) "Escape attempts: the theory and practice of resistance in everyday life" ISBN 978-0415065009
- Cohen, S. (1979) "The punitive city: notes on the dispersal of social control", Contemporary Crises, 3(4): 341-363

### Años 1980
- Cohen, S. (1981) "Footprints on the Sand: A Further Report on criminology and the sociology of deviance in Britain" In: Fitzgerald, M., McLennan, G. & Pawson, J. (eds) Crime and Society: Readings in History and Theory, Londres: Routledge and Kegan Paul pg.240
- Cohen, S. (1985) Visions of Social Control: Crime, Punishment and Classification, Polity Press
- Cohen, S. (1988) Against Criminology. New Brunswick, NJ: Transaction Books

### Años 1990
- Cohen, S. (1991) "Talking about torture in Israel", Tikkun, 6(6): 23-30, 89-90
- Cohen, S. (1993) "Human rights and crimes of the state: the culture of denial", Australian and New Zealand Journal of Criminology, 26(2): 97-115

### Años 2000
- Cohen, S. (2001) "States of Denial: Knowing about Atrocities and Suffering", Polity Press ISBN 978-0745623924